# Lijst van plaatsen in Kiribati

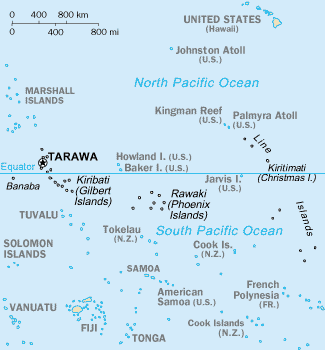
Kaart van Kiribati.

Dit is een lijst van plaatsen in Kiribati, een eilandenstaat in de Grote Oceaan.
- Abaokoro
- Antai
- Bairiki
- Betio
- Bikenibeu
- Buariki
- Butaritari
- Ijaki
- London
- Makin
- Rawannawi
- Riaria
- Roreti
- Rungata
- Tabiauea
- Tabukiniberu
- Taburao
- Temaraia
- Utiroa
- Washington